# Sjokalski
Sjokalski (Russisch: остров Шокальского; ostrov Sjokalskogo), tot 1926 Agnes (Agnessa) genoemd, is een Russisch eiland in het zuiden van de Karazee, gelegen aan de noordoostzijde van de Obboezem (monding van de Ob), iets uit de kust van de punt van het smalle schiereiland Javaj (de noordwestelijke arm van het schiereiland Gyda). Het wordt van het schiereiland Javaj gescheiden door de nauwe Straat Gydanski, waarin zich vele eilandjes bevinden. Het behoort bestuurlijk gezien tot het district Tazovski van de autonome okroeg Jamalië van de oblast Tjoemen en vormt onderdeel van het enorme natuurreservaat zapovednik Bolsjoj Arktitsjeski. Het eiland is vernoemd naar de Russische cartograaf Joeli Sjokalski.
Het eiland meet ongeveer 30 bij 20 kilometer en heeft een oppervlakte van 428 km² (iets kleiner dan Texel). Sjokalski is overdekt met toendra. De zeewateren rondom het eiland zijn in de winter bedekt met pakijs en ook in de zomer komen er ijsschotsen voor, waardoor het vaak verbonden is net het schiereiland Gyda op het Siberische vasteland.